# Маршалок господарский
Марша́лок господа́рский — должностное лицо при дворе великого князя литовского (господаря). Изначально выполнял функции заместителя
маршалка великого литовского, но со временем его полномочия сократились до церемониальных. Значение должности снижал тот факт, что в отличие от маршалов великого и надворного господарских маршалков было несколько, при этом их число со временем увеличивалось и иногда превышало десять человек, каждый из которых имел равные полномочия. Таким образом, должность маршалка господарского не сильно отличалась по статусу от должности великокняжеского дворянина. При всём при этом маршалки господарские считались советниками великого князя, от которого получали специальные поручения, имели право принимать участие в заседаниях великокняжеской рады, а также получать доходы со столовых имений в качестве державц. Положение, при котором занятие должности маршалка господарского не вносило ограничений на получение и других должностей, способствовало тому, что этот уряд часто рассматривался как выгодное начало карьеры.
По мере перенимания польских традиций маршалок господарский получал некоторые полномочия в качестве заместителя воеводы или каштеляна в тех районах, где они отсутствовали. Однако только должность волынского маршалка со временем стала достаточно влиятельной.
На момент заключения Люблинской унии было 18 маршалков господарских. Тогда же было предложено сделать эту должность сенаторской по аналогии с каштелянами. В итоге же маршалок господарский был преобразован в должность маршалка поветового (земского) — лицо, ответственное за организацию поветового сеймика.